# Ectypia bivittata
Ectypia bivittata är en fjärilsart som beskrevs av James Brackenridge Clemens 1861. Ectypia bivittata ingår i släktet Ectypia och familjen björnspinnare. Inga underarter finns listade i Catalogue of Life.